# أكيهيكو إشيزومي
أكيهيكو إشيزومي (باليابانية: 石住昭彦) مواليد 25 أكتوبر 1961 في إهيمه، اليابان، هو مؤدي أصوات ياباني بدأ نشاطه عام 1986.

## الأعمال

### مسلسلات أنمي تلفزيونية
- إيرغو بروكسي
- ناروتو
- ون بيس
- فتيات القوة

### أوفا
- البحث عن نيمو
- بونيو
- الأميرة والضفدع

### ألعاب فيديو
- أونيموشا 2:مصير الساموراي

### الدبلجة
- بعد 28 يوما
- جمال أمريكي
- الشاطئ
- سقوط الصقر الأسود
- رئيس الخدم
- مسحور
- خطة رحلة
- تردد
- غودزيلا
- هرقل
- مباريات الجوع: ألسنة اللهب
- مالكوم في الوسط
- الماتريكس 2
- سوبر بي
- جريمة في قطار الشرق السريع
- ريزدنت إيفل: آبوكاليبس
- قواعد الاشتباك
- إنقاذ السيد بانكس
- الرجل العنكبوت
- الرجل العنكبوت 2
- الرجل العنكبوت 3

## وصلات خارجية
- أكيهيكو إشيزومي على موقع IMDb (الإنجليزية)
- أكيهيكو إشيزومي على موقع ميوزك برينز (الإنجليزية)
- أكيهيكو إشيزومي على موقع قاعدة بيانات الفيلم (الإنجليزية)
- أكيهيكو إشيزومي على موقع كينوبويسك (الروسية)
- أكيهيكو إشيزومي على موقع ANN person (الإنجليزية)